# 920 TCN
920 TCN là một năm trong lịch La Mã.